# Cici grand-chanteur
Genre
Espèce
Synonymes
- Tiaris olivacea

Statut de conservation UICN

 LC  : Préoccupation mineure
Le Cici grand-chanteur (Tiaris olivaceus) ou Tiaris/Sporophile grand-chanteur, est une espèce de passereaux de la famille des Thraupidae.

## Description
Cet oiseau mesure de 10 à 11,5 cm de longueur. Il présente un dimorphisme sexuel : femelle ne présentant pas de coloration noire sur la face et plus terne que le mâle.
Le plumage est vert olive avec des traces jaunes sur les ailes et la queue. Deux longs sourcils jaunes bordés de noir partent du bec vers les zones auriculaires. La gorge est jaune orangé et la poitrine noire (tout comme le front chez le mâle). Les flancs sont gris. Les yeux sont marron, le court bec conique noir et les pattes gris sombre.

## Habitat
Cet oiseau fréquente les prairies et les cultures jusqu'à 2 000 m d'altitude.

## Répartition et sous-espèces
Selon la classification de référence du Congrès ornithologique international (14.2, 2024) :

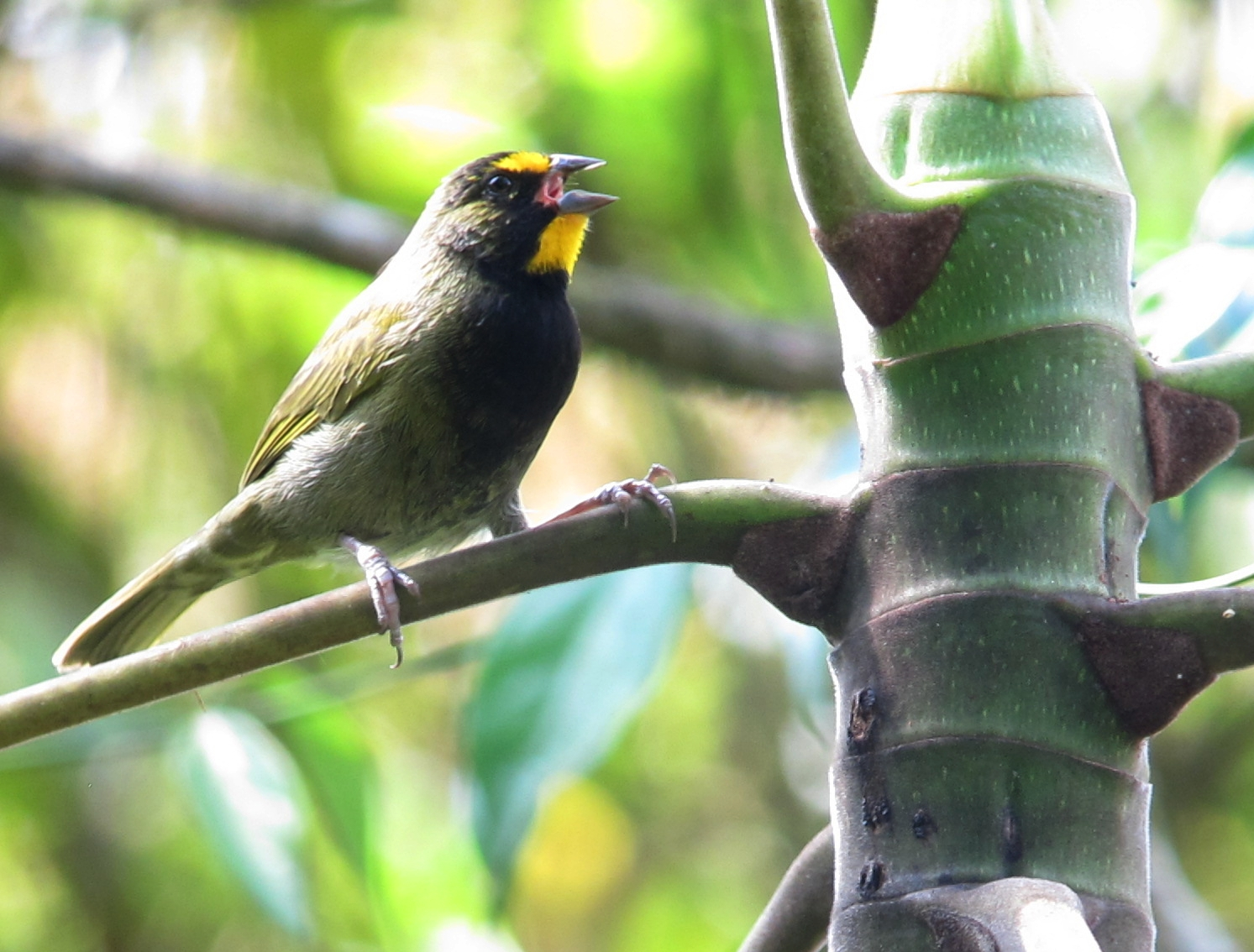
La sous-espèce T. o. olivaceus.

- T. o. pusillus Swainson, 1827 — de l'est du Mexique au Venezuela et à l'Équateur
- T. o. intermedius (Ridgway, 1885) — Cozumel
- T. o. ravidus Wetmore, 1957 — île Coiba
- T. o. olivaceus (Linné, 1766) — Caraïbes
- T. o. bryanti (Ridgway, 1898) — Porto Rico

## Alimentation
Cette espèce consomme surtout des graines mais aussi des insectes. Comme elle se nourrit également de canne à sucre, elle est considérée comme un fléau agricole.

## Galerie

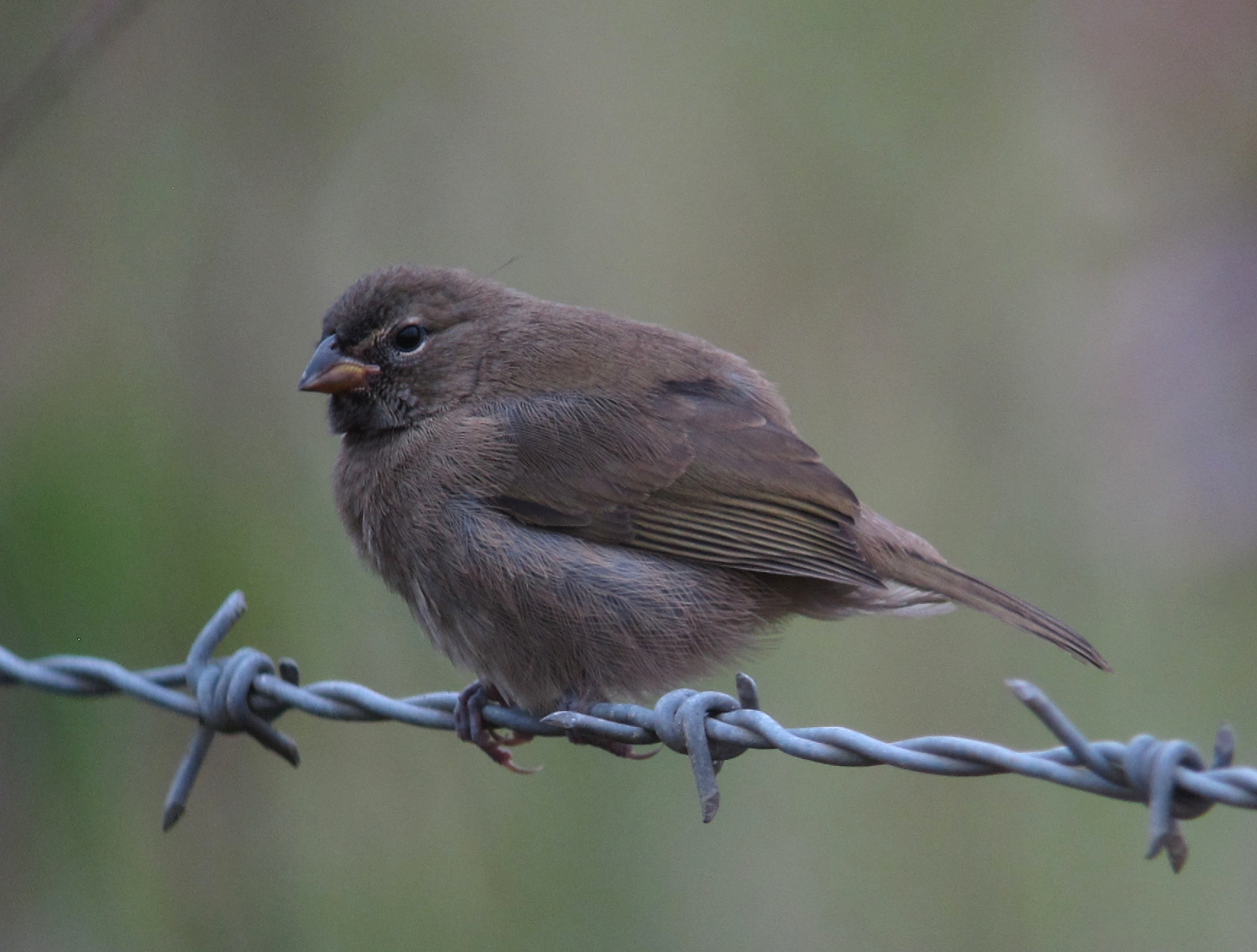
♀
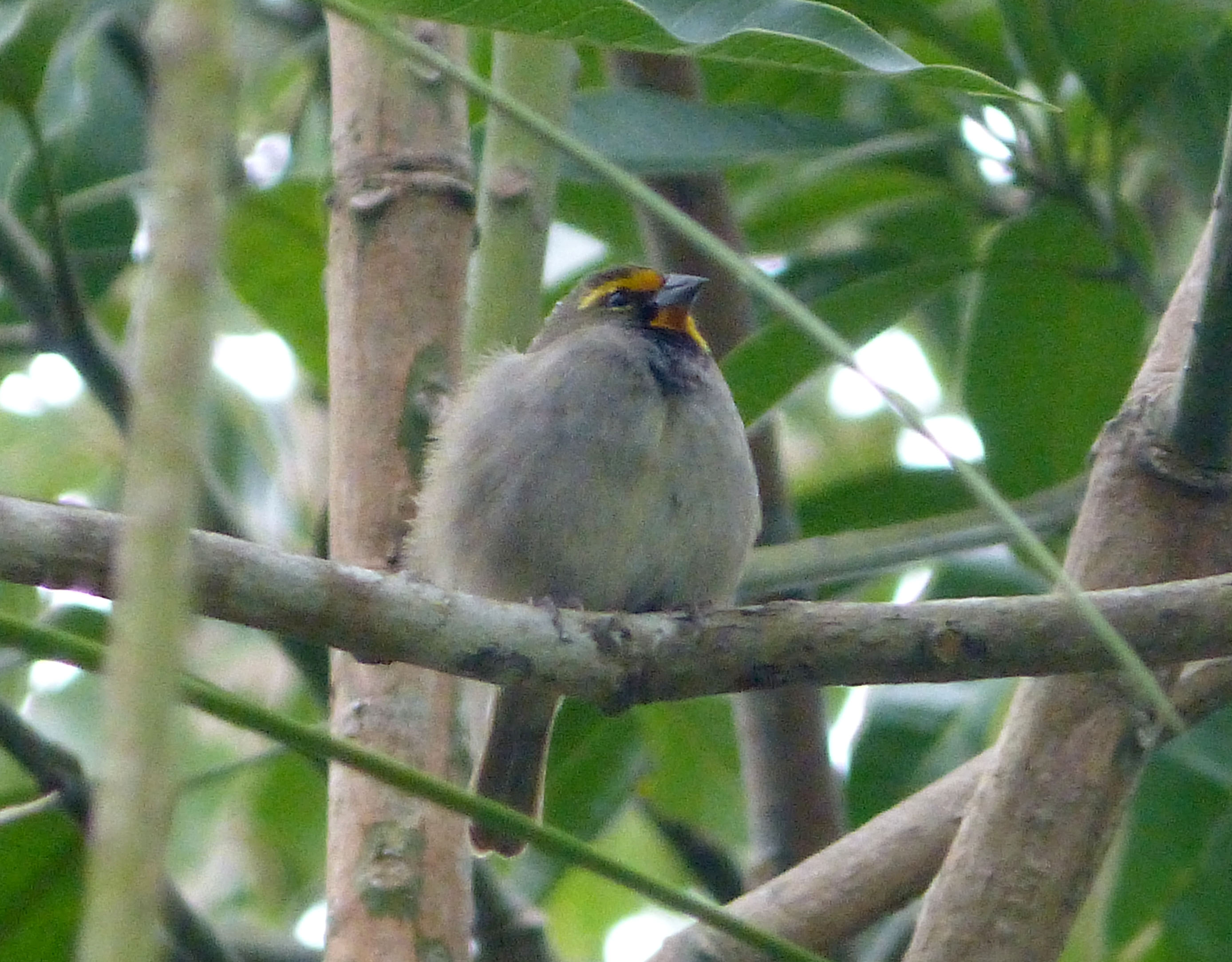